# Грифон (Піпінід)
Грифон (*Griffon бл. 726  —753) — герцог Баварії у 748 році, граф Менського і Паризького графств у 749—753 роках, маркграф Бретонський у 752—753 роках.

## Життєпис
Походив з роду Піпінідів. Син Карла Мартела, мажордома Франкської держави, та Сванагільди (доньки баварського герцога Теудеберта або Тассілона II). Народився близько 726 року.
У вересні 741 року Карл Мартелл поділив державу франків між синами. Більшість володінь дісталися зведеним старшим братам Грифона — Карломану і Піпіну. Навпаки сам Грифон отримав лише невеличкі володіння, що були розкидані країною. Тому його стала підбурювати мати повстати проти братів.
742 року Грифон захопив місто Лаон і зажадав від Піпіна та Карломана більшої частки володінь. Проте Піпін і Карломан, об'єднавшись, взяли в облогу Лаон, швидко його захопили. Слідом за цим Грифона позбавили його навіть того, що надав батько і запроторили до Арденського замку, а його мати Сванагільду — до монастиря в Шель
У 747 році Грифон втік до герцога баварського Оділона, одруженого з його сестрою. Оділон надав йому допомогу. Проте Грифон не рушив проти Піпіна та Карломана. Після смерті Оділона в 748 році Грифон оголосив себе герцогом Баварії. Але бавари не прийняли Грифона. Незабаром Піпін Короткий, франкський мажордом, вдерся до Баварії, переміг Грифона та поставив на герцогство сина Оділона — Тассілон III.
749 року втік до Тюрингії. Тут отримав допомогу місцевого герцога, а також від вождів саксів. Тому його брат Піпін погодився замиритися, надавши Грифону графства Паризьке та Менське. У 751 році стає першим маркграфом Бретонським, втім достеменний рік призначення на посаду невідомий.
У 751 році, після повалення короля Хільдеріка III та постанням Піпіна III за нового короля, Грифон повстав проти нового короля. Для цього уклав союз з бретонськими машт'єнами та Вайфером, герцогом Аквітанії. У битві 753 року біля Сен-Жан-де-Мор'єнн, де Грифон зазнав поразки. Він втік до Вайфера. Після цього вирішив вирушити до Риму, де сподівався отримати підтримку у папського престолу, але раптово помер.

## Родина
- Грифон, граф Вексена
- Карл